# Serromyia bicolor
Serromyia bicolor är en tvåvingeart som beskrevs av Art Borkent 1990. Serromyia bicolor ingår i släktet Serromyia och familjen svidknott. Inga underarter finns listade i Catalogue of Life.